# شوهاسكاريا
الشوهاسكاريا (تلفظ برتغالي: ‎/ʃuʁɐʃkɐˈɾi.ɐ/‏) هي مكان حيث تُطبخ اللحوم بأسلوب الشوهاسكو ومعناه تقريبا الشواء باللغتين البرتغالية والإسبانية. 